# Dubai Duty Free Tennis Championships 2013
Die Dubai Duty Free Tennis Championships 2013 sind ein Tennisturnier der WTA Tour 2013 für Damen und ein Tennisturnier der ATP World Tour 2013 für Herren in Dubai. Das Damenturnier der WTA findet vom 18. bis 23. Februar 2013 statt, das Herrenturnier der ATP vom 25. Februar bis zum 1. März 2013.

## Herrenturnier
→ Qualifikation: Dubai Duty Free Tennis Championships 2013/Herren/Qualifikation
Im Herreneinzel siegte der topgesetzte Novak Đoković in zwei Sätzen vor Tomáš Berdych. Im Doppel konnte Mahesh Bhupathi seinen Titel des Vorjahres zusammen mit Michaël Llodra gegen Robert Lindstedt und Nenad Zimonjić verteidigen.

## Damenturnier
→ Qualifikation: Dubai Duty Free Tennis Championships 2013/Damen/Qualifikation
Das Finale im Dameneinzel konnte Petra Kvitová gegen Sara Errani in drei Sätzen für sich entscheiden. In der Doppelkonkurrenz gewann die Paarung um Bethanie Mattek-Sands und Sania Mirza gegen die an Position zwei gesetzte Nadeschda Petrowa zusammen mit Katarina Srebotnik.